# لامبورغيني 400 جي تي
لامبورغيني 400 جي تي (بالإنجليزية: Lamborghini 400 GT) هي سيارة رياضية تم إنتاجها في عام 1966 من قِبل شركة لامبورغيني.